# Suwâld
Suwâld (niederländisch Suawoude) ist ein niederländischer Ort mit 635 Einwohnern (Stand: 1. Januar 2024). Er gehört zur Gemeinde Tytsjerksteradiel in der Provinz Friesland. Der westfriesische Name Suwâld ist seit 1989 offiziell zugelassen. Das Dorf liegt zehn Kilometer südöstlich von Leeuwarden am Rande der Friesischen Wälder (friesisch Fryske Wâlden oder kurz Wâlden).